# 法善寺 (台東区)
法善寺（ほうぜんじ）は、東京都台東区にある浄土真宗東本願寺派に属する寺院。

## 歴史
1633年（寛永10年）、浄賢によって開山された。元々は神田に位置していたが、1657年（明暦3年）の明暦の大火後に浅草本願寺（現・東本願寺派本山東本願寺）の寺中の入った。その後、1812年（文化9年）に現在地に移転した。
1923年（大正12年）の関東大震災で伽藍を焼失した。再建時に隣にあった蓮光寺（現在は葛飾区に移転）跡地を購入したため、広い敷地を確保することができた。
1945年（昭和20年）の空襲による疎開のため、当寺の伽藍は撤去され、浅草寺の仮本堂に転用された。現在も浅草寺淡島堂として現存している。戦後、徐々に再建していった。
墓地には、『江戸名所図会』を著した町名主斎藤家三代（幸雄・幸孝・幸成）の墓がある。

## 文化財
- 斉藤長秋三代墓（東京都旧跡 昭和30年3月28日指定）[3]
- 木造法然上人立像（台東区有形文化財 平成11年度登載）[4]

## 交通アクセス
- 銀座線稲荷町駅より徒歩5分（経路案内）。
- 日比谷線入谷駅より徒歩9分（経路案内）。